# 贝桑 (伊泽尔省)
贝桑（法語：Bessins，法語發音：[bɛsɛ̃]）是法国伊泽尔省的一个市镇，属于格勒诺布尔区。

## 地理
贝桑（45°12'9"N, 5°15'53"E）面积4.65 平方千米，位于法国奥弗涅-罗讷-阿尔卑斯大区伊泽尔省，该省份为法国东南部内陆省份，北起顺时针与安省、萨瓦省、上阿尔卑斯省、德龙省、阿尔代什省、卢瓦尔省和罗讷省。
与贝桑接壤的市镇（或旧市镇、城区）包括：鲁瓦邦、圣阿波利纳尔、圣安托万拉拜。

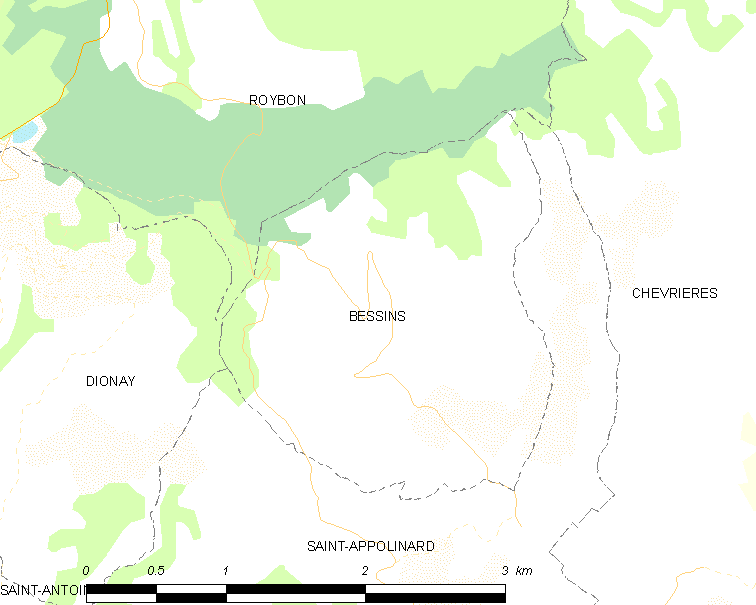
的OSM定位图

贝桑的时区为UTC+01:00、UTC+02:00（夏令时）。

## 行政
贝桑的邮政编码为38160，INSEE市镇编码为38041。

## 政治
贝桑所属的省级选区为南格雷西沃当县。

## 人口

1962-2008年间人口变化图示

贝桑于2022年1月1日时的人口数量为117人。